# 381 v. Chr.
Portal Geschichte | Portal Biografien | Aktuelle Ereignisse | Jahreskalender | Tagesartikel

◄ |
5. Jahrhundert v. Chr. |
4. Jahrhundert v. Chr. |
3. Jahrhundert v. Chr. |
►

◄ | 400er v. Chr. | 390er v. Chr. | 380er v. Chr. | 370er v. Chr. |
360er v. Chr. |
►

◄◄ | ◄ | 384 v. Chr. | 383 v. Chr. | 382 v. Chr. | 381 v. Chr. |
380 v. Chr. |
379 v. Chr. |
378 v. Chr. |
► |
►►

## Ereignisse
- Marcus Furius Camillus, Lucius Postumius Albinus Regillensis, Lucius Lucretius Tricipitinus Flavus, Aulus Postumius Albinus Regillensis, Lucius Furius Medullinus und Marcus Fabius Ambustus werden römische Konsulartribunen.